# Pedicularis altaica
Pedicularis altaica är en snyltrotsväxtart som beskrevs av Christian Friedrich Stephan och Christian von Steven. Pedicularis altaica ingår i släktet spiror, och familjen snyltrotsväxter. Inga underarter finns listade i Catalogue of Life.